# Midaellobes rubrostrigana
Midaellobes rubrostrigana är en fjärilsart som beskrevs av Paul Mabille 1900. Midaellobes rubrostrigana ingår i släktet Midaellobes och familjen vecklare. Inga underarter finns listade i Catalogue of Life.